# 德让宗
德让宗（藏語：རྡི་རང་རྫོང།）是印度阿鲁纳恰尔邦西卡门县的一个村庄。德让宗同時是阿鲁纳恰尔邦立法议会的60个选区之一，而且還是门隅南部的一個地方。